# Устрялов, Николай Васильевич

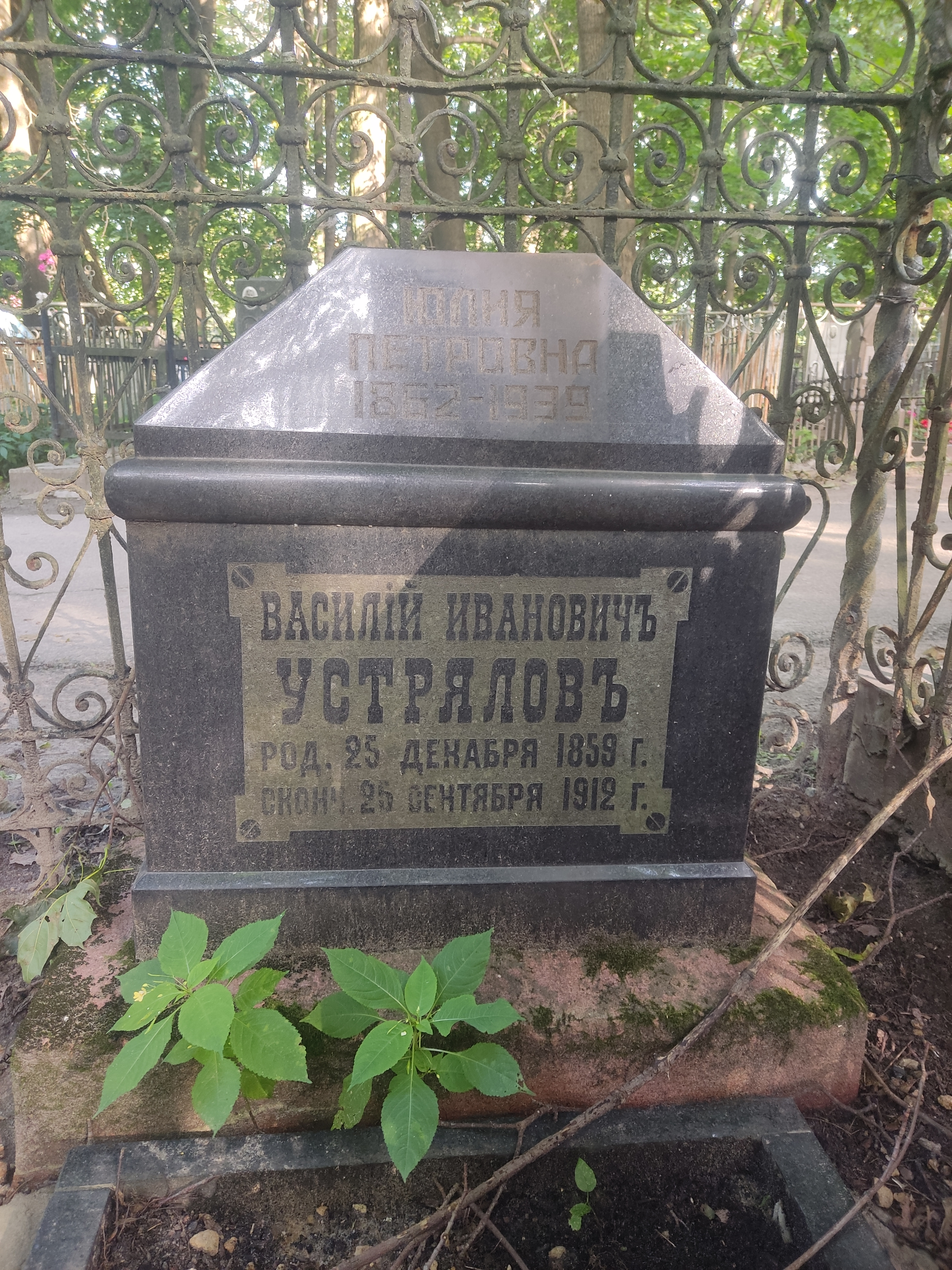
Могила родителей Н.В. Устрялова на Пятницком кладбище в Калуге

Никола́й Васи́льевич Устря́лов (25 ноября [7 декабря] 1890, Санкт-Петербург — 14 сентября 1937, Москва) — русский правовед, философ, политический деятель; называется основоположником русского национал-большевизма, идеологом «сменовеховства».

## Биография
Происходил из семьи, имевшей крестьянские и купеческие корни. Его прадед по отцовской линии, Герасим Трифонович Устрялов (1766—1830), был крепостным управляющим в имении князя И. Б. Куракина в Орловской губернии. Дед Иван Герасимович Устрялов (1818—1861) дослужился до чина статского советника и должности начальника отделения канцелярии Военного министерства и получил дворянство. И. Г. Устрялов был женат на Елизавете Митрофановне Кожевниковой (1825—1888), представительнице старинного калужского купеческого рода. Родной брат Ивана Герасимовича — Николай Герасимович Устрялов, — был выдающимся историком николаевского времени, придворным историографом Николая I. Отец Николая Васильевича, Василий Иванович Устрялов (1859—1912) окончил медицинский факультет Киевского университета и был практикующим врачом в Петербурге и Калуге. Мать, Юлия Петровна, урождённая Ерохина (1862—1939) происходила из калужской купеческой семьи.
Николай Устрялов окончил с медалью Николаевскую классическую мужскую гимназию в Калуге, куда семья переехала в 1900 году. В 1908 году поступил на юридический факультет Московского университета. В 1913 году, защитив дипломное сочинение «Теория права как этического минимума», окончил университет с дипломом I-й степени и по рекомендации Вышеславцева и Трубецкого был оставлен при кафедре энциклопедии и истории философии права для приготовления к профессорскому званию. Весной следующего года он слушал лекции в Сорбонне и в Марбургском университете. В 1915—1916 годах сдал магистерские экзамены и, после прочтения двух пробных лекций «Политическое учение Платона» и «Идея самодержавия у славянофилов», получил звание приват-доцента Московского университета. В это время он стал членом Конституционно-демократической партии.
В 1917—1918 учебном году он читал ещё и в Народном университете им. Шанявского курс по истории русской политической мысли.
В 1918 году он переехал в Пермь, где вскоре был избран ординарным профессором Пермского университета. Здесь на юридическом факультете он представил свою магистерскую диссертацию «Теория права, как минимума нравственности, в исторических её выражениях». На юридическом факультете он читал курсы «Общая теория государства и права» и «Государственное право иностранных держав»; на историко-филологическом факультете — курс «История политической мысли XIX века».
После занятия Перми белыми войсками он перебрался в Омск, затем в Читу, в начале 1920 года — осел в Харбине.

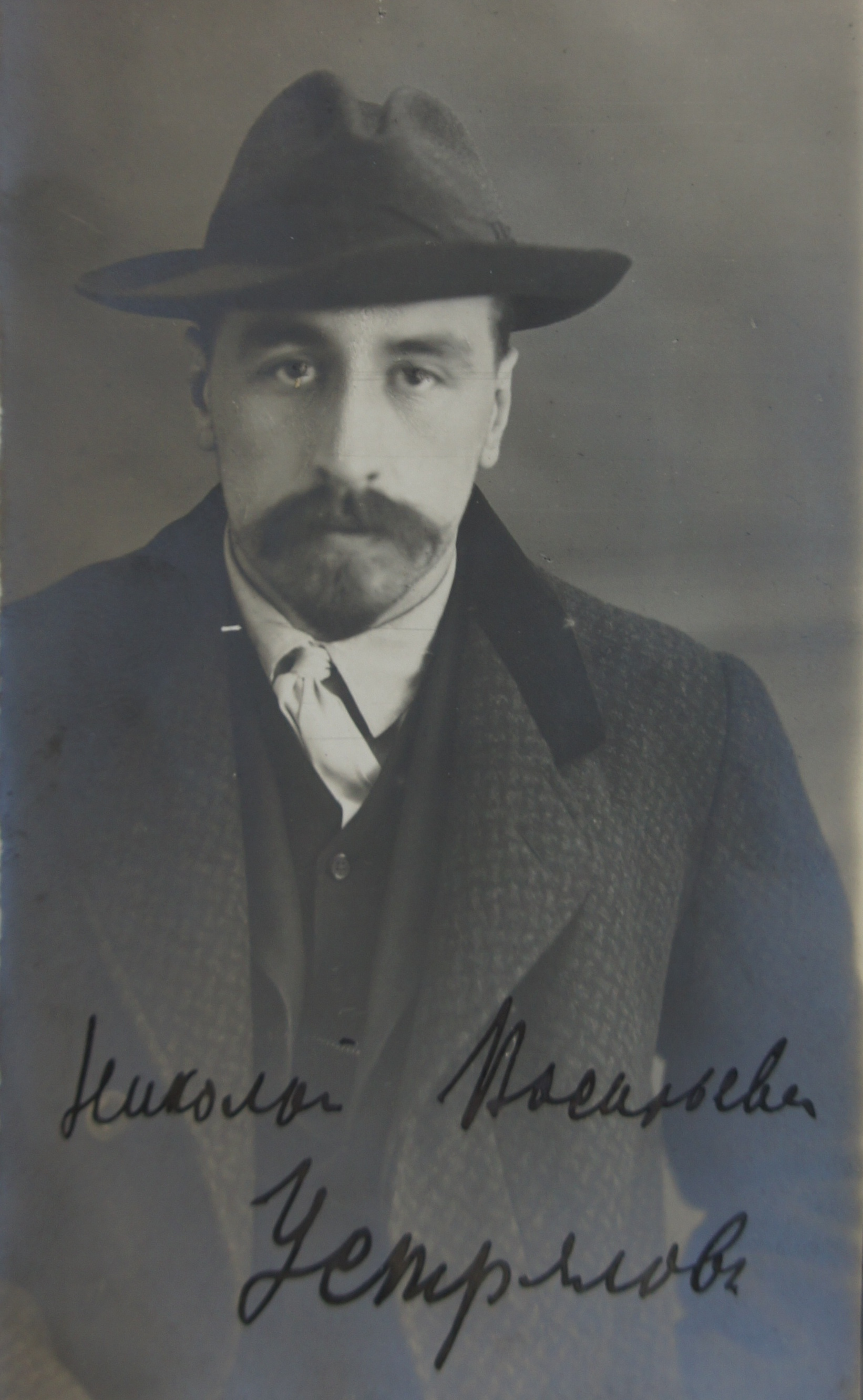
Устрялов в 1913 году

В 18 г[оду], когда начался террор, был в Калуге председателем губ[ернского] кадетского комитета. От ареста чудом спасся — бежал в Москву: взяли заложником моего брата, но, к счастью, не расстреляли (он и сейчас в Калуге — доктором). Потом — очень скоро — пришлось бежать и из Москвы. Бежал в Пермь… В Перми отчаянно голодал, читал лекции в университете и наблюдал невероятнейший террор уральского совдепа (но — разные характеры! — совсем при этом не испытывал чувств, обуревавших в аналогичном положении З. Гиппиус, — см[отрите] её дневник) до тех пор, пока Пермь не перешла к войскам Колчака. Немедленно переехал в Омск и до самого падения правительства принимал живейшее участие в белой борьбе. В Иркутске после захвата его красными несколько дней спасался в подполье, но потом опять-таки «чудом» спасся — уехал с японским эшелоном на восток — в Харбин. Здесь и живу: профессорствую на Юридическом Факультете. В Харбине сразу же выступил противником дальнейшей гражданской войны. Этот период жизни запечатлён уже в моих книжках «В борьбе за Россию», а затем «Под знаком революции».
— Из письма Н. В. Устрялова Н. А. Цурикову, 27 октября 1926 г.
Во время Гражданской войны Устрялов был на стороне белых, но по идеологической части — служил начальником пресс-бюро правительства А. В. Колчака. Позже он пришёл к выводу, что большевики были единственной силой, способной восстановить могущество России, и стал поддерживать Советский Союз, который, по его мнению, как редиска, был красным лишь снаружи, но оставался белым внутри. Особенно поразило Устрялова то, как большевики подчинили малые народности, — Устрялов полагал это по сути имперской политикой. Как диссидент-радикал, Устрялов был насильно выслан из страны и провёл некоторое время в Китае (Харбин) и Франции. Тем не менее он продолжал поддерживать русскую революцию, СССР и в особенности Сталина и его стиль правления. Эту особенность Устрялова отметил израильский советолог Михаил Агурский в своей работе «Идеология национал-большевизма». Среди прочих попутчиков революции наибольшее значение он отводит харбинскому учёному, предвидевшему неизбежность преображения коммунизма и интернационализма в настоящую национальную власть с подлинным вождём государства во главе. В Харбине Устрялов основал журнал «Окно».

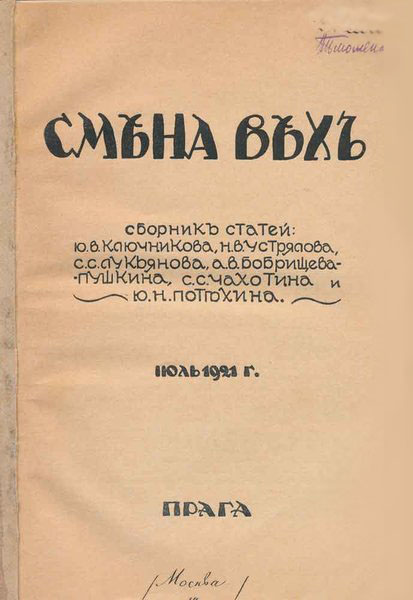
Обложка журнала «Смена вех»

В июле 1921 года в Праге, по инициативе Устрялова, начал выходить журнал «Смена вех». В этом сборнике представители либерального направления в общественной мысли русской эмиграции (Ю. В. Ключников, С. С. Лукьянов, А. В. Бобрищев-Пушкин, С. С. Чахотин и Ю. Н. Потехин) публиковали свои статьи философско-политологического содержания.
Полемически отталкиваясь от созданного в предшествующий исторический период аналогичного сборника «Вехи», участники «Смены вех» предприняли попытку осмыслить роль российской интеллигенции в новых политико-экономических условиях. Общей идеей сборника стала мысль о возможности принятия большевистской революции и примирения с её результатами ради сохранения единства и мощи российского государства.
Сборник «Смена вех» дал импульс к появлению в эмиграции идейно-политического течения, последователи которого называли себя сменовеховцами, но позже взяли себе название «национал-большевики», заимствуя термин у Эрнста Никиша. Сам Николай Васильевич Устрялов термин «сменовеховизм» (в его время использовалось понятие «сменовехизм») не любил:

Сменовехизм…
Я не люблю этого термина и неповинен в нём. Он был выдвинут моими европейскими друзьями и вскоре прочно привился и в эмиграции, и в России. Теперь он стал этикеткой, которую бесполезно пытаться сорвать или подправить. Бог с ней, — пусть остаётся!..

Устрялову часто приписывается титул основоположника русского национал-большевизма как полноценной идеологии, однако из личной переписки Николая Васильевича с П. П. Сувчинским от 31 октября 1926 года следует, что сам Устрялов оценивал то, что он называл «национал-большевизмом», больше как политическую тактику, актуальную для его времени:

Да, национал-большевизм, несомненно, соприкасается с евразийством. Но разница между нами в том, что судьба сделала из меня более политического публициста, чем философа национальной культуры. Вы, евразийцы, далеки от непосредственных и текучих злоб дня. Вы куёте большую идеологию, расположившись в стороне от политических битв, базаров и суетни. Вы — в эмиграции и ориентируетесь в лучшем случае на завтрашний день. И по-своему Вы правы и делаете нужное дело.
Мне пришлось проделать иной путь. С первых же дней революции, попав в самую гущу практической политики, я заботился, естественно, прежде всего о средствах политической борьбы и непосредственно политического воздействия. «Большая идеология» оставалась позади, вдохновляя и направляя, но не выступая обнажённо и обоснованно, проявляясь полунамёками, эпизодически, присутствуя молчаливо.

В 1925 году Устрялов побывал в СССР, в Москве и Калуге, провёл здесь около полутора месяцев, встречался с С. А. Котляревским, С. Ф. Кечекьяном, В. Н. Муравьёвым.
В 1926—1935 годах работал в качестве советника на КВЖД. Жил очень богато — ему был выделен особняк площадью 189,6 м². Во время конфликта на КВЖД 1929 года был уволен, но 1 января 1930 года восстановлен на службе, хотя особняк ему дали уже много меньшей площади (106,75 м²), который он освободил уже в 1931 году.
Н. В. Устрялов, будучи в эмиграции, преподавал международное право на юридическом факультете в Харбине в первые годы его существования.
В Харбине Н. В. Устрялов вёл активную общественно-политическую деятельность, писал в журналы, газеты, сборники. Выпустил книгу «В борьбе за Россию». Он был одним из зачинателей «сменовеховенского направления».
Общественно-политическая деятельность Н. В. Устрялова не была незамеченной в Москве. На выход в 1925 году сборника его работ «Под знаком революции» откликнулся лично Г. Е. Зиновьев. Председатель Исполкома Коминтерна написал в сентябре антиустряловскую статью «Философия эпохи». В ней он, комментируя изложенные Н. В. Устряловым мысли о перерождении партии под «красным флагом», но с опорой на кулачество, часть интеллигенции и новую буржуазию, так характеризовал его: «Устрялов тем более опасный классовый враг, что он на словах „приемлет“ Ленина». На XIV съезде ВКП(б) в декабре 1925 года И. В. Сталин в своём докладе так охарактеризовал Н. В. Устрялова и его идеи: «Он служит у нас на транспорте. Говорят, что он хорошо служит. Я думаю, что ежели он хорошо служит, то пусть мечтает о перерождении партии. Мечтать у нас не запрещено. Но пусть он знает, что, мечтая о перерождении, он должен вместе с тем носить воду на нашу большевистскую мельницу. Иначе ему плохо будет». В 1925 году на Политбюро рассматривалась книжка Устрялова «Под знаком революции», её издание было запрещено.
Вместе с тем, оценка причин и последствий взглядов Н. В. Устрялова стала одним из эпизодов, способствовавших обострению внутрипартийной борьбы в ВКП(б). Высказанные Г. Е. Зиновьевым в статье «Философия эпохи» идеи о необходимости углубления связей с бедняцкими слоями и идеи практического воплощения лозунга о равенстве вызвали критику И. В. Сталина, который негативно оценил статью Г. Е. Зиновьева с трибуны XIV съезда партии. В целом на протяжении 1925—1927 гг. Г. Е. Зиновьев активно использовал образ Н. В. Устрялова как «классового врага» против сталинско-бухаринского блока.
Помимо преподавательской и политической деятельности Н. В. Устрялов работал в советских учреждениях КВЖД: в 1925—1928 годах начальником учебного отдела, в 1928—1934 годах — директором библиотеки. В 1932 году под его редакцией вышел «Библиографический сборник, т.2. Обзор литературы по китаеведению. Харбин, 1932».
1 июля 1934 года Н. В. Устрялов оставил юридический факультет, а в 1935 году после продажи СССР КВЖД Японии вернулся в СССР, предварительно переправив свой архив в США. В 1935—1937 годах работал профессором экономической географии в Московском институте инженеров транспорта и некоторое время — в Московском университете.
Был арестован 6 июня 1937 года, и 14 сентября Военной коллегией Верховного Суда СССР обвинён в «шпионаже, контрреволюционной деятельности и антисоветской агитации»; в тот же день расстрелян. Другие репрессированные из круга его знакомых, или же разделявшие его идеи, назывались на партийно-чекистском сленге «устряловцами» (по аналогии с т. н. «троцкистами», «бухаринцами» и т. п. ярлыками).
Реабилитирован в 1989 году.

### Семья
Жена — Наталья Сергеевна (с ней сочетался церковным браком 3 июня 1918 года в Москве), от которой имел двух сыновей — Евгения (1923 года рождения) и Сергея (1924 года рождения).

## Значение работ
Именно к Устрялову давали историческую отсылку Эдуард Лимонов и Александр Дугин, создававшие в начале 1990-х годов Национал-большевистскую партию — НБП.

Муссолини говорил своим последователям в 1924 году: «Мы имели счастье пережить два великих исторических опыта: русский и итальянский. Старайтесь же изучать, нельзя ли извлечь синтез из них. Нельзя ли не остановиться на этих противоположных позициях, а выяснить, не могут ли эти опыты стать плодотворными, жизненными, и дать новый синтез политической жизни?»
Трудно отказать в разумности этому замечанию, так выигрышно отличающему итальянского диктатора от Гитлера с его истинно «ефрейторской» философией русской революции. И всё же приходится усомниться в действенности рецепта Муссолини, если понять его слова как рецепт. К сожалению, историческая диалектика осуществляет большие синтезы не методом сознательных сопоставлений и примиряющих сочетаний идей-сил, а путём их состязаний на жизнь и смерть. Только тогда и только так возникают плодотворные органические синтезы, а не худосочные и убогие механические компромиссы. Очевидно, только в этом «диалектическом» смысле и может идти речь о грядущем «синтезе» большевизма и фашизма…
И всё же было бы ошибкой отрицать, что корпоративное государство Муссолини представляет собою поучительный опыт, диктуемый сложившейся исторической обстановкой. В нём слышится и стихийный натиск масс, сочетаемый с манёврами капиталистов, и подлинный взлёт национального чувства, и живая работа современной социальной мысли, ищущей таких путей перехода к новому порядку, которые избавили бы европейские народы от взрыва коммунистической революции: в Европе, — утверждают просвещённые европейцы, — этот взрыв был бы неизмеримо более потрясающ и разрушителен, нежели в крестьянской и «бестрадиционной» России. Отсюда неутомимые усилия создать в государстве атмосферу «порядка и доверия», поднять авторитет власти, привить буржуазии догмат «функциональной собственности» и всему народу — идею социального служения, организовать в наличном обществе сверх-классовый национальный арбитраж.

- Устрялов Н. В. Германский национал-социализм.
- Труды Н. В. Устрялова в электронной библиотеке TheLIB.Ru